# Wylie Ridge
Wylie Ridge är en bergstopp i Antarktis. Den ligger i Östantarktis. Nya Zeeland gör anspråk på området. Toppen på Wylie Ridge är 2 571 meter över havet, eller 471 meter över den omgivande terrängen. Bredden vid basen är 4,7 km.
Terrängen runt Wylie Ridge är kuperad åt sydväst, men åt nordost är den bergig. Trakten är obefolkad. Det finns inga samhällen i närheten. 